# Monts Yūbari

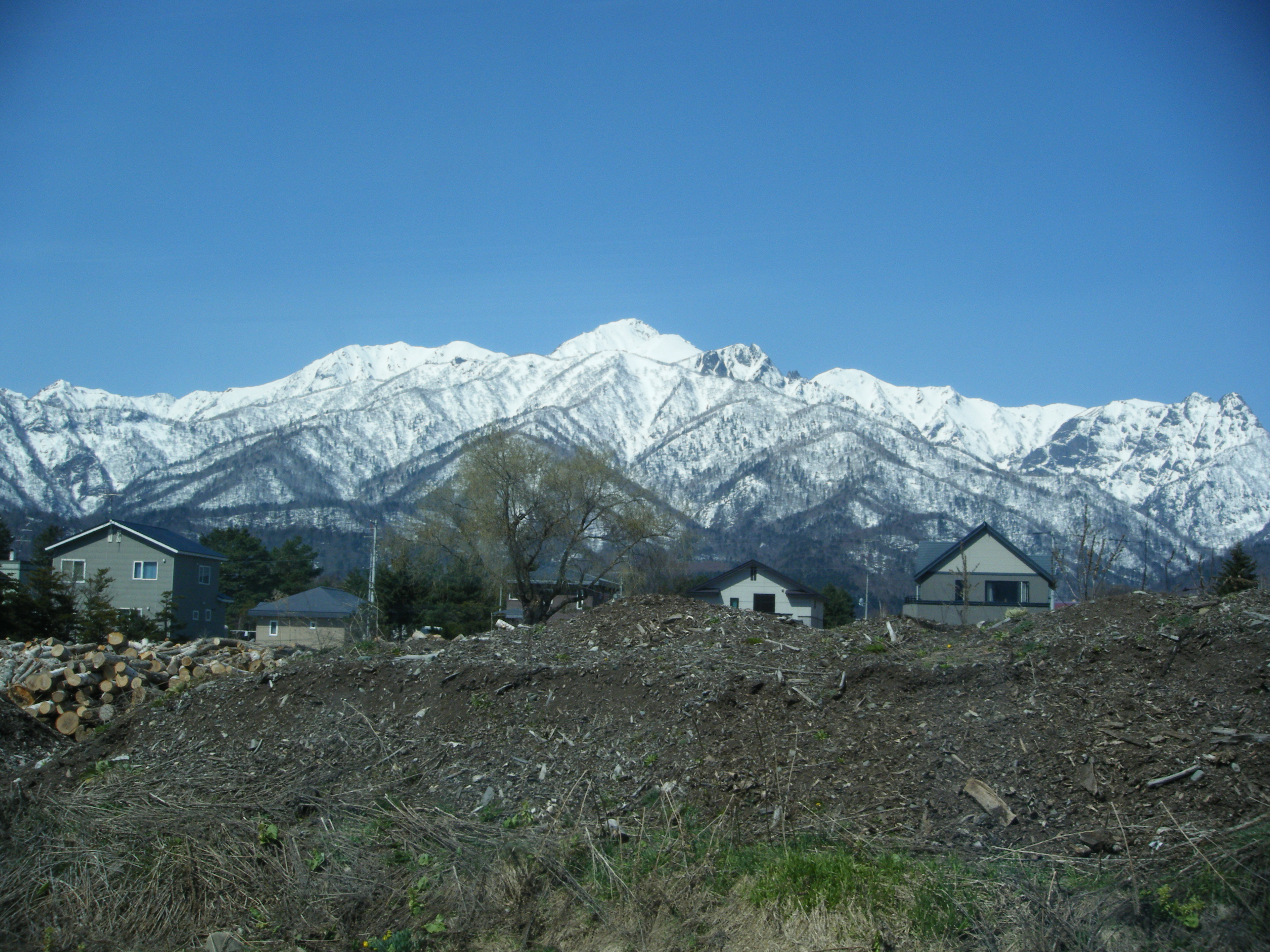
Vue du mont Ashibetsu, le plus élevé des monts Yūbari.

Les monts Yūbari (夕張山地, Yūbari-sanchi) sont une chaîne de montagnes de l'île de Hokkaidō au Japon.
Une partie de la chaîne est protégée par le parc naturel préfectoral Furano-Ashibetsu (富良野芦別道立自然公園).

## Géologie
Les monts Yūbari poursuivent la ligne nord-sud commencée par les monts Teshio au nord. Les montagnes sont le résultat de la collision entre l'arc des îles Kourile et l'arc Nord-Est du Japon (en). Les monts Yūbari sont composés de trois formations :
- les formations du Jurassique-Crétacé qui forment la crête principale. Elles se composent de serpentine et de roches du groupe Sorachi. Le groupe Sorachi est composé de chaille, de schiste vert, de micrite calcaire et de grès ajouté de tuf roche felsique ;
- les sédiments de l'avant arc du Crétacé. Ces roches du supergroupe Yezo sont disposées autour des formations du Jurassique-Crétacé ;
- les formations du Paléogène. Ces roches se trouvent à l'ouest des sédiments du Crétacé. Les formations paléogènes comprennent des veines de charbon.

## Sommets principaux
- Mont Yūbari (1 668 m)
- Mont Ashibetsu (1 726 m)
- Mont Furano Nishi
- Mont Torumukeppu
- Mont Hattaomanai
- Mont Kirigishi
- Mont Hachimori (1 453 m)